# Ушпия
Ушпия (mUš-pi-a) — правитель города Ашшура в XXI веке до н. э.
Имя Ушпия упоминается в трёх источниках: в начальной части списка ассирийских царей и в двух строительных надписях ассирийских царей Салманасара I (1274—1244 до н. э.) и Асархаддона (680—669 до н. э.).

«Тудийя, Адаму, Янги, Сах(?)ламу, Хархару, Мандару, Эмцу, Хар(?)цу, Дидану, Хану, Зуабу, Нуабу, Абазу, Белу, Азарах, Ушпия, Апиашаль.

Всего: 17 царей, которые жили в шатрах».— первые два абзаца Ассирийского царского списка

«В то время Э-хурсагкуркурра, храм Ашшура, моего господина, который Ушпия, правитель Ашшура, мой предок, первым возвёл, когда тот стал ветхим, Эришум, мой предок, правитель Ашшура, перестроил, когда 159 лет прошло с поры правления Эришума и этот дом (снова) стал ветхим Шамши-Адад, правитель Ашшура, восстановил, а когда 580 лет (прошло) — в этом храме, который Шамши-Адад, правитель Ашшура восстановил, и который стал очень ветхим, случился пожар …».— фрагмент надписи Салманасара I

«Первый храм бога Ашшура, который Ушпия, мой предок, жрец бога Ашшура построил, стал ветхим и Эришум, сын Илушумы, мой предок, жрец бога Ашшура, перестроил (его), 126 лет прошло, он снова стал ветхим и Шамши-Адад, сын Белкаби, мой предок, жрец бога Ашшура, перестроил (его), 434 лет прошло, и этот храм был уничтожен в результате пожара, (а) Салманасар, сына Адад-нирари, мой предок, жрец бога Ашшура, перестроил (его), 580 лет прошло, и внутренний двор, место бога Ашшура, моего господина, (…) стал очень ветхим и начал разваливаться …».— фрагмент надписи Асархаддона
Оба списка ассирийских царей, а также надписи Салманасара и Асархаддона, пишут имя Ушпия одинаково — mUš-pi-a. То, что в одной из копий надписи Салманасара он назван Аушпия, видимо, следует признать результатом ошибки переписчика текста. По единогласному мнению ассириологов, имя Ушпия относится к субарейским. В ассирийском царском списке только ещё имя Киккия имеет такую этимологию. Субарейские племена, тесно связанные с хурритами, издревле занимали северную Месопотамию и жили там ещё до вторжения восточно-семитских племён, говорящих на аккадском языке из которых впоследствии сформировался ассирийский народ.
В царском списке ассирийских царей Ушпия упоминается среди «17 царей, обитавших в шатрах», то есть вождей неоседлых скотоводческих племён. По мнению исследователей, эти «цари» являются аморейскими предками царя Шамши-Адада I, включённые в этот список для того чтобы доказать длительное царственное происхождение этого верхнемесопотамского царя и увеличить его престиж, но ни коим образом не правившие в самом Ашшуре. Кроме «Царского списка» эти цари-вожди нигде более не упоминаются и как в этот ряд мог попасть Ушпия, — относящийся к другой языковой семье, чем аморейские предки Шамши-Адада и точно правивший в Ашшуре, так как строил там храм, — не совсем понятно.
Слабо вероятно, что Ушпия относящийся к хурритам мог построить храм ассирийскому богу Ашшуру; видимо он основал храм какому-то своему богу, впоследствии ставшим храмом Ашшура. При закладке храма древние цари вмуровывали в фундамент табличку с посвятительной надписью. Надписи Салманасара I и Асархаддона в качестве своих предшественников, приложивших руку к строительству храма, упоминают (помимо Ушпии) царей Эришума I и Шамши-Адада I и их закладные таблички были найдены. То что табличка с надписью Ушпии до сих пор не найдена ни в коем случае не доказывает нереальность этого царя. Видимо, Ушпия был ранним правителем хурритского города, захватив который восточные семиты (известные в позднейшем как ассирийцы) переименовали в Ашшур, по имени своего верховного бога.